# Variante ferroviaire de Burgos
La variante de Burgos est un tronçon des lignes à grande vitesse de Venta de Baños à Vitoria-Gasteiz et de Madrid à Hendaye qui a été construite dans le but de ne plus traverser l'intérieur la ville espagnole de Burgos.
D'une longueur de 20,7 km,, elle permet de contourner la ville par le nord.

## Caractéristiques
Cette ligne présente 4 embranchements : un de 3,7 km donnant accès à la ligne directe de Madrid à Burgos, un autre de 2,4 km vers le polygone industriel de Villalonquejar ; et deux, de 2,9 km à l'ouest et de 0,5 km à l'est, pour rallier le port sec de Burgos.
Elle comprend 29 ouvrages dont 6 ponts, 18 tranchées ou passages couverts, 5 viaducs et un faux tunnel, à proximité de Villatoro.

## Voies
L'emprise de la plate-forme ferroviaire est prévue pour accueillir trois voies, de sorte que sa mise en service puisse avoir lieu en deux phases. D'abord, la ligne à écartement ibérique a été inaugurée le 12 décembre 2008, entraînant la fermeture définitive de la gare de Burgos ; et la future, avec deux voies à écartement standard UIC pour la circulation des trains à grande vitesse.